# Soldado republicana en Barcelona
Soldado republicana en Barcelona es una famosa foto de Gerda Taro tomada en 1936 al inicio de la Guerra civil española.

## Descripción
La fotografía representa una miliciana republicana en la playa del Somorrostro de Barcelona, en el barrio de la Barceloneta.